# Clobazam
Il clobazam è un farmaco 1,5-benzodiazepinico, commercializzato con diversi nomi tra cui Onfi, Frisium, Urbanyl e altri.
È stato sintetizzato per la prima volta nel 1966 e pubblicato nel 1969, a seguito della sintesi accidentale e della scoperta della prima benzodiazepina, il clordiazepossido, negli anni '50.
A differenza delle benzodiazepine più vecchie di classe 1,4, il clobazam ha un profilo di effetti collaterali migliore, in particolare meno effetti sedativi e amnesici. Questo è probabilmente dovuto alla maggiore affinità del clobazam verso il sottotipo α2 del recettore GABA, che mediano gli effetti ansiolitici, rispetto al sottotipo α1, che mediano gli effetti sedativi. Inoltre, si ritiene che il clobazam sia un agonista parziale del recettore GABA, a differenza delle benzodiazepine di classe 1,4 che sono agonisti non selettivi a recettore completo, il che potrebbe spiegare la minore incidenza di effetti sedativi.
Il clobazam è stato commercializzato come ansiolitico dal 1975 e come anticonvulsivante dal 1984. Il 21 ottobre 2011, la FDA ha approvato il clobazam come trattamento aggiuntivo per le crisi epilettiche associate alla sindrome di Lennox-Gastaut negli adulti e nei bambini di età superiore ai due anni. Nel 2005, clobazam ha anche ricevuto l'approvazione da parte di Health Canada come terapia aggiuntiva per le crisi tonico-cloniche generalizzate, miocloniche e crisi focali con alterazione della coscienza.

## Farmacologia

### Indicazione d'uso
Il clobazam è indicato per il trattamento aggiuntivo delle crisi epilettiche associate alla sindrome di Lennox-Gastaut in pazienti di età pari o superiore a 2 anni. È impiegato anche nel trattamento delle seguenti condizioni associate: stati d'ansia, epilessia catameniale, status di male epilettico refrattario, crisi epilettiche e status di male epilettico.

### Farmacodinamica
Il clobazam appartiene alla classe dei farmaci benzodiazepinici ed agisce sul recettore GABAA aumentando la trasmissione GABAergica, in particolare la conduttanza del cloruro nei neuroni. Ciò provoca iperpolarizzazione neurale, con conseguente aumento della soglia di potenziale d'azione e riduzione della frequenza di scarica dei neuroni. Di conseguenza, l'attività neuronale generale del sistema nervoso centrale viene depresso; pertanto, il clobazam può essere utilizzato per trattare malattie causate da eccessivi potenziali d'azione eccitatori.
L'effetto del clobazam sull'intervallo QTc somministrato a dosi di 20 mg e 80 mg due volte al giorno è stato valutato in uno studio randomizzato in cieco controllato con placebo e attivo condotto su 280 soggetti sani. In uno studio in grado di rilevare anche piccoli effetti, il limite superiore dell'intervallo di confidenza unilaterale al 95% per la maggiore correzione del QTc, corretto per il metodo di Fridericia, rispetto al placebo era inferiore a 10 ms, soglia di preoccupazione regolatoria. Pertanto, a una dose pari al doppio della dose massima raccomandata, il clobazam non prolunga in modo clinicamente rilevante l'intervallo QTc.

### Meccanismo d'azione
Il meccanismo d'azione esatto del clobazam, un 1,5-benzodiazepine, non è completamente compreso, ma si ritiene che coinvolga il potenziamento della neurotrasmissione GABAergica attraverso il legame al sito delle benzodiazepine del recettore GABAA. In particolare, il clobazam si lega all'interfaccia tra il sottotipo α2 e γ2 del recettore GABAA. Ha una maggiore affinità per il sottotipo α2 rispetto al sottotipo α1 rispetto ad altri 1,4-benzodiazepine. Il legame del clobazam al recettore GABAA provoca l'apertura dei canali del cloruro, risultando in un afflusso di cloruro e quindi iperpolarizzazione dei neuroni.

### Assorbimento
I livelli plasmatici di picco (Cmax) e l'area sotto la curva (AUC) del clobazam sono proporzionali alla dose nell'intervallo di dosaggio da 10 a 80 mg dopo somministrazione singola o multipla. Sulla base di un'analisi farmacocinetica di popolazione, la farmacocinetica del clobazam è lineare nell'intervallo di dosaggio da 5 a 160 mg al giorno.
Il clobazam viene rapidamente ed ampiamente assorbito dopo somministrazione orale. Il tempo per raggiungere le concentrazioni di picco (Tmax) dei compresse di clobazam a stomaco vuoto varia da 0,5 a 4 ore dopo somministrazione singola o multipla. La biodisponibilità relativa delle compresse di clobazam rispetto a una soluzione orale è approssimativamente del 100%. Dopo somministrazione singola della sospensione orale a stomaco vuoto, il Tmax varia da 0,5 a 2 ore. Sulla base dell'esposizione (Cmax e AUC) del clobazam, è stato dimostrato che le compresse e la sospensione di clobazam hanno una biodisponibilità simile a stomaco vuoto. L'assunzione delle compresse di clobazam con il cibo o schiacciate in purea di mele non influisce sull'assorbimento. Sebbene non sia stato studiato, è improbabile che la biodisponibilità orale della sospensione orale sia influenzata a stomaco pieno.

#### Volume di distribuzione
Il clobazam è dotato di elevata lipofilia e si distribuisce rapidamente in tutto il corpo. Il volume apparente di distribuzione allo stato stazionario era di circa 100 L.

#### Legame con le proteine
Il legame di proteine plasmatiche in vitro del clobazam e del N-desmetilclobazam è approssimativamente del 80-90% e del 70%, rispettivamente.

### Metabolismo
Il clobazam viene ampiamente metabolizzato nel fegato attraverso N-demetilazione e idrossilazione per formare due principali metaboliti, N-desmetilclobazam (norclobazam) e 4'-idrossiclobazam, rispettivamente. Circa il 2% della dose viene eliminato nelle urine e l'1% nelle feci come farmaco non modificato. La reazione di N-demetilazione è principalmente catalizzata da CYP3A4 e in misura minore da CYP2C19 e CYP2B6. N-desmetilclobazam, un metabolita attivo, è il principale metabolita circolante negli esseri umani e, a dosi terapeutiche, le concentrazioni plasmatiche sono 3-5 volte superiori rispetto al composto madre. Sulla base dei dati di legame ai recettori in vitro e negli animali, le stime della potenza relativa di N-desmetilclobazam rispetto al composto madre variano da 1/5 a una potenza uguale. N-desmetilclobazam viene ampiamente idrossilato, principalmente da CYP2C19. N-desmetilclobazam e i suoi metaboliti costituiscono circa il 94% dei componenti totali correlati al farmaco nelle urine. La formazione di 4'-idrossiclobazam è facilitata da CYP2C18 e CYP2C19.
Il polimorfico CYP2C19 è il principale contributore al metabolismo del N-desmetilclobazam farmacologicamente attivo. Nei metabolizzatori lenti di CYP2C19, i livelli di N-desmetilclobazam erano 5 volte più elevati nel plasma e 2-3 volte più elevati nelle urine rispetto ai metabolizzatori estesi di CYP2C19.

### Eliminazione
Il N-desmetilclobazam e i suoi metaboliti costituiscono circa il 94% dei componenti totali correlati al farmaco nelle urine. Dopo una singola dose orale di farmaco radiomarcato, circa l'11% della dose è stato escreto nelle feci e circa l'82% è stato escreto nelle urine.

#### Emivita
Le emivite di eliminazione medie stimate (t½) per il clobazam e il N-desmetilclobazam sono state di 36-42 ore e 71-82 ore, rispettivamente.

#### Clearance
Dopo somministrazione di clobazam a dosi di 20-40 mg al giorno, la clearance orale è calcolata essere di 1,9-2,3 L/h.

### Tossicità
I neonati nati da madri che utilizzano benzodiazepine verso la fine della gravidanza hanno riportato sintomi di sedazione e di sindrome da astinenza neonatale. I dati disponibili da studi osservazionali pubblicati su donne in gravidanza esposte a benzodiazepine non riportano un'associazione chiara tra benzodiazepine e difetti congeniti gravi.
La somministrazione di clobazam a ratti e conigli in gravidanza durante il periodo di organogenesi o a ratti durante l'intera gravidanza e l'allattamento ha causato tossicità dello sviluppo, inclusa un'aumentata incidenza di malformazioni fetali e mortalità, a esposizioni plasmatiche per clobazam e il suo principale metabolita attivo, N-desmetilclobazam, inferiori a quelle attese a dosi terapeutiche nei pazienti. I dati relativi ad altre benzodiazepine suggeriscono la possibilità di effetti a lungo termine sulla funzione neurocomportamentale e immunologica negli animali esposti prenatalmente a dosi clinicamente rilevanti di benzodiazepine. Il trattamento farmacologico dovrebbe essere utilizzato durante la gravidanza solo se il potenziale beneficio per la madre giustifica il potenziale rischio per il feto, informando la donna in gravidanza e le donne in età fertile del potenziale rischio per il feto.
Le benzodiazepine attraversano la placenta e possono causare depressione respiratoria, ipotonia e sedazione nei neonati, richiedendo il monitoraggio dei neonati esposti a clobazam durante la gravidanza o il travaglio per eventuali segni di sedazione, depressione respiratoria, ipotonia e problemi di alimentazione.
Il rischio di difetti congeniti gravi e aborto spontaneo nella popolazione indicata è sconosciuto. Tutte le gravidanze presentano un rischio di difetti congeniti, aborto spontaneo o altri esiti avversi. Nella popolazione generale degli Stati Uniti, il rischio stimato di difetti congeniti gravi e aborto spontaneo nelle gravidanze clinicamente riconosciute è rispettivamente del 2-4% e del 15-20%.
La somministrazione di clobazam a ratti prima e durante l'accoppiamento e nelle prime fasi della gestazione ha prodotto effetti avversi sulla fertilità e sullo sviluppo embrionale precoce a esposizioni plasmatiche per clobazam e il suo principale metabolita attivo, N-desmetilclobazam, inferiori a quelle riscontrate negli esseri umani alla dose massima raccomandata per l'uomo.
In uno studio in cui il clobazam (0, 4, 36 o 120 mg/kg/giorno) è stato somministrato per via orale a ratti durante il periodo giovanile di sviluppo (giorni postnatali 14-48), sono stati osservati effetti avversi sulla crescita (diminuzione della densità ossea e della lunghezza delle ossa) e sul comportamento (attività motoria alterata, risposta di spavento uditivo; deficit di apprendimento) al dosaggio elevato. L'effetto sulla densità ossea, ma non sul comportamento, è stato reversibile alla sospensione del farmaco. Il livello senza effetti tossici per i giovani (36 mg/kg/giorno) è stato associato a esposizioni plasmatiche (AUC) a clobazam e il suo principale metabolita attivo, N-desmetilclobazam, inferiori a quelle attese a dosi terapeutiche nei pazienti pediatrici.
Nei topi, la somministrazione orale di clobazam (0, 6, 12 o 24 mg/kg/giorno) per 2 anni non ha comportato un aumento dei tumori ed il dosaggio più elevato testato era approssimativamente 3 volte la dose umana massima raccomandata di 40 mg/giorno, basata sull'area della superficie corporea (mg/m2).
Nei ratti, la somministrazione orale di clobazam per 2 anni ha comportato un aumento dei tumori della ghiandola tiroidea (adenoma delle cellule follicolari e carcinoma) e del fegato (adenoma epatocellulare) ai dosaggi medio e alto. Il dosaggio basso, non associato ad un aumento dei tumori, era associato ad esposizioni plasmatiche (AUC) per clobazam e il suo principale metabolita attivo, N-desmetilclobazam, inferiori a quelle negli esseri umani alla minima dose terapeutica raccomandata.
Il Clobazam ed il suo principale metabolita attivo, N-desmetilclobazam, sono risultati negativi per la genotossicità, sulla base dei dati ottenuti da una serie di saggi in vitro (mutazione inversa batterica, clastogenicità mammaliana) e in vivo (micronucleo nel topo).
In uno studio di fertilità in cui il clobazam (50, 350 o 750 mg/kg/giorno, corrispondenti rispettivamente a 12, 84 e 181 volte la dose massima raccomandata per l'uomo, MRHD, di 40 mg/giorno basata sulla superficie corporea in mg/m2) è stato somministrato per via orale a ratti maschi e femmine prima e durante l'accoppiamento e continuando nelle femmine fino al 6º giorno di gestazione, sono stati osservati aumenti degli spermatozoi anomali e delle perdite pre-impianto al dosaggio più elevato testato. Il livello senza effetti sulla fertilità e sullo sviluppo embrionale precoce nei ratti è stato associato a esposizioni plasmatiche (AUC) per clobazam e il suo principale metabolita attivo, N-desmetilclobazam, inferiori a quelle negli esseri umani alla dose massima raccomandata per l'uomo di 40 mg/giorno.
Il clobazam è una benzodiazepina e un deprimente del sistema nervoso centrale con un potenziale di abuso e dipendenza. L'abuso è l'uso intenzionale, non terapeutico, di un farmaco, anche solo una volta, per i suoi desiderabili effetti psicologici o fisiologici. L'uso improprio è l'uso intenzionale, a fini terapeutici, di un farmaco da parte di un individuo in modo diverso dalla prescrizione di un operatore sanitario o per cui non è stato prescritto. La dipendenza da farmaci è un insieme di fenomeni comportamentali, cognitivi e fisiologici che possono includere una forte voglia di assumere il farmaco, difficoltà nel controllare l'uso del farmaco (ad esempio, continuare ad usarlo nonostante le conseguenze dannose, dare priorità all'uso del farmaco rispetto ad altre attività e obblighi) e possibile tolleranza o dipendenza fisica. Anche l'assunzione di benzodiazepine come prescritto può mettere i pazienti a rischio di abuso e uso improprio della loro medicazione. L'abuso e l'uso improprio di benzodiazepine possono portare alla dipendenza.
L'abuso e l'uso improprio delle benzodiazepine spesso (ma non sempre) comportano l'uso di dosi superiori alla dose massima raccomandata e comunemente coinvolgono l'uso concomitante di altri farmaci, alcol e/o sostanze illecite, il che è associato a un aumento della frequenza di gravi reazioni avverse, tra cui depressione respiratoria, sovradosaggio o morte. Le benzodiazepine sono spesso ricercate da individui che abusano di droghe e altre sostanze, nonché da individui con disturbi da dipendenza.
Le seguenti reazioni avverse si sono verificate con l'abuso e/o l'uso improprio delle benzodiazepine: dolore addominale, amnesia, anoressia, ansia, aggressività, atassia, visione offuscata, confusione, depressione, disinibizione, disorientamento, vertigini, euforia, compromissione della concentrazione e della memoria, indigestione, irritabilità, dolori muscolari, disturbo del linguaggio, tremori e vertigini.
Le seguenti reazioni avverse gravi si sono verificate con l'abuso e/o l'uso improprio delle benzodiazepine: delirio, paranoia, ideazione e comportamento suicidario, crisi convulsive, coma, difficoltà respiratorie e morte. La morte è più spesso associata all'uso di più sostanze (in particolare benzodiazepine in combinazione con altri depressori del sistema nervoso centrale come oppiacei e alcol).
Il database epidemiologico dell'Organizzazione Mondiale della Sanità contiene segnalazioni di abuso, uso improprio e sovradosaggi associati al clobazam.
Il clobazam può causare dipendenza fisica con la terapia continuativa. La dipendenza fisica è uno stato che si sviluppa come risultato di un adattamento fisiologico in risposta all'uso ripetuto di un farmaco, manifestato da segni e sintomi di astinenza dopo l'interruzione improvvisa o una significativa riduzione della dose del farmaco. L'interruzione improvvisa o la riduzione rapida del dosaggio delle benzodiazepine o l'amministrazione di flumazenil, un antagonista delle benzodiazepine, possono provocare reazioni acute di astinenza, comprese crisi convulsive, che possono essere potenzialmente pericolose per la vita.
I pazienti con un rischio aumentato di reazioni avverse da astinenza dopo la sospensione delle benzodiazepine o una riduzione rapida del dosaggio includono coloro che assumono dosi più elevate (cioè dosi più alte e/o più frequenti) e coloro che hanno assunto il farmaco per periodi più lunghi. Nei trial clinici sono stati riportati casi di dipendenza a seguito della sospensione improvvisa di clobazam.
I segni e sintomi acuti di astinenza associati alle benzodiazepine possono includere movimenti involontari anormali, ansia, visione offuscata, depersonalizzazione, depressione, derealizzazione, vertigini, affaticamento, reazioni avverse gastrointestinali (ad esempio nausea, vomito, diarrea, perdita di peso, diminuzione dell'appetito), mal di testa, iperacusia, ipertensione, irritabilità, insonnia, compromissione della memoria, dolori muscolari e rigidità, attacchi di panico, fotofobia, irrequietezza, tachicardia e tremore. Sintomi di astinenza acuti più gravi, comprese reazioni potenzialmente pericolose per la vita, possono includere catatonia, crisi convulsive, delirium tremens, depressione, allucinazioni, mania, psicosi, crisi convulsive e tendenze suicidarie.
La sindrome di astinenza prolungata associata alle benzodiazepine è caratterizzata da ansia, compromissione cognitiva, depressione, insonnia, formicazione, sintomi motori (ad esempio debolezza, tremore, spasmi muscolari), parestesia e acufene che persistono per più di 4-6 settimane dopo la sospensione iniziale delle benzodiazepine. I sintomi di astinenza prolungata possono durare settimane fino a più di 12 mesi. Di conseguenza, può esserci difficoltà nel differenziare i sintomi di astinenza dalla possibile ricomparsa o continuazione dei sintomi per i quali le benzodiazepine erano state utilizzate.
Può svilupparsi tolleranza al clobazam con un uso continuato. La tolleranza è uno stato fisiologico caratterizzato da una risposta ridotta a un farmaco dopo somministrazione ripetuta (cioè è necessaria una dose più elevata del farmaco per ottenere lo stesso effetto che era stato ottenuto in precedenza con una dose inferiore). Può svilupparsi una tolleranza all'effetto terapeutico del clobazam; tuttavia, si sviluppa poco tolleranza alle reazioni amnesiche e ad altri disturbi cognitivi causati dalle benzodiazepine.
Un sovradosaggio di benzodiazepine è caratterizzato da una depressione del sistema nervoso centrale che va dalla sonnolenza al coma. Nei casi lievi o moderati, i sintomi possono includere sonnolenza, confusione, disartria, letargia, stato ipnotico, riflessi ridotti, atassia e ipotonia. Raramente possono verificarsi reazioni paradossali o disinibitorie (incluse agitazione, irritabilità, impulsività, comportamento violento, confusione, inquietudine, eccitazione e loquacità). Nei casi di sovradosaggio grave, i pazienti possono sviluppare depressione respiratoria e coma. Il sovradosaggio di benzodiazepine in combinazione con altri depressori del sistema nervoso centrale (compresi alcol e oppiacei) può essere fatale. Un'anomalia marcatamente alterata (ridotta o aumentata) della pressione sanguigna, della frequenza cardiaca o della frequenza respiratoria solleva il sospetto che siano coinvolti altri farmaci e/o alcol nel sovradosaggio.
Nel trattamento del sovradosaggio di benzodiazepine, utilizzare misure di supporto generiche, compresi fluidi endovenosi e mantenimento delle vie aeree. Flumazenil, un antagonista specifico dei recettori delle benzodiazepine indicato per la completa o parziale inversione degli effetti sedativi delle benzodiazepine nel trattamento del sovradosaggio, può causare astinenza e reazioni avverse, comprese crisi convulsive, specialmente in caso di sovradosaggio misto con farmaci che aumentano il rischio di crisi convulsive (ad esempio antidepressivi triciclici e tetraciclici) e in pazienti con uso a lungo termine delle benzodiazepine e dipendenza fisica. Il rischio di crisi di astinenza con flumazenil può essere aumentato nei pazienti con epilessia. Flumazenil è controindicato nei pazienti che hanno assunto una benzodiazepina per il controllo di una condizione potenzialmente pericolosa per la vita (ad esempio lo status epilettico). Se si decide di utilizzare flumazenil, dovrebbe essere utilizzato come complemento e non come sostituto del trattamento di supporto del sovradosaggio di benzodiazepine. Consultare il foglio illustrativo per l'iniezione di flumazenil.